# Arpège (voilier)
Pour les articles homonymes, voir Arpège (homonymie).
L’Arpège est une classe de voilier de croisière côtière dessinée par l'architecte naval Michel Dufour et construite entre 1967 et 1976 aux chantiers Dufour Yachts, à La Rochelle (Charente-Maritime, France).
À l'époque de son lancement, les grands yachts de course étaient rares et très chers, l'Arpège fut donc  également utilisé en course au large, pour laquelle son aménagement intérieur était bien pensé, facilitant notamment la navigation de nuit. En 1969, Jean-Yves Terlain porte son navire le Blue Arpège à la seconde place de la course transpacifique San-Francisco - Tokyo, derrière l'intouchable Pen-Duick V de Tabarly, une machine de course spécialement réalisée pour l'occasion.

## Historique
L’Arpège sort en 1967, peu après le Sylphe. Au Salon nautique de cette année, c'est l’Arpège qui remporte un franc succès, ce qui est inattendu car son prix est élevé par rapport aux autres bateaux de sa catégorie. Ce voilier deviendra vite l’emblème de la marque Dufour, lui permettant de devenir le premier constructeur français, puis européen.
Il ne connaîtra que peu de transformations pendant les 9 ans où il est construit. Le tableau arrière est inversé en 1970, et le plan de pont modifié en 1974.

## Description

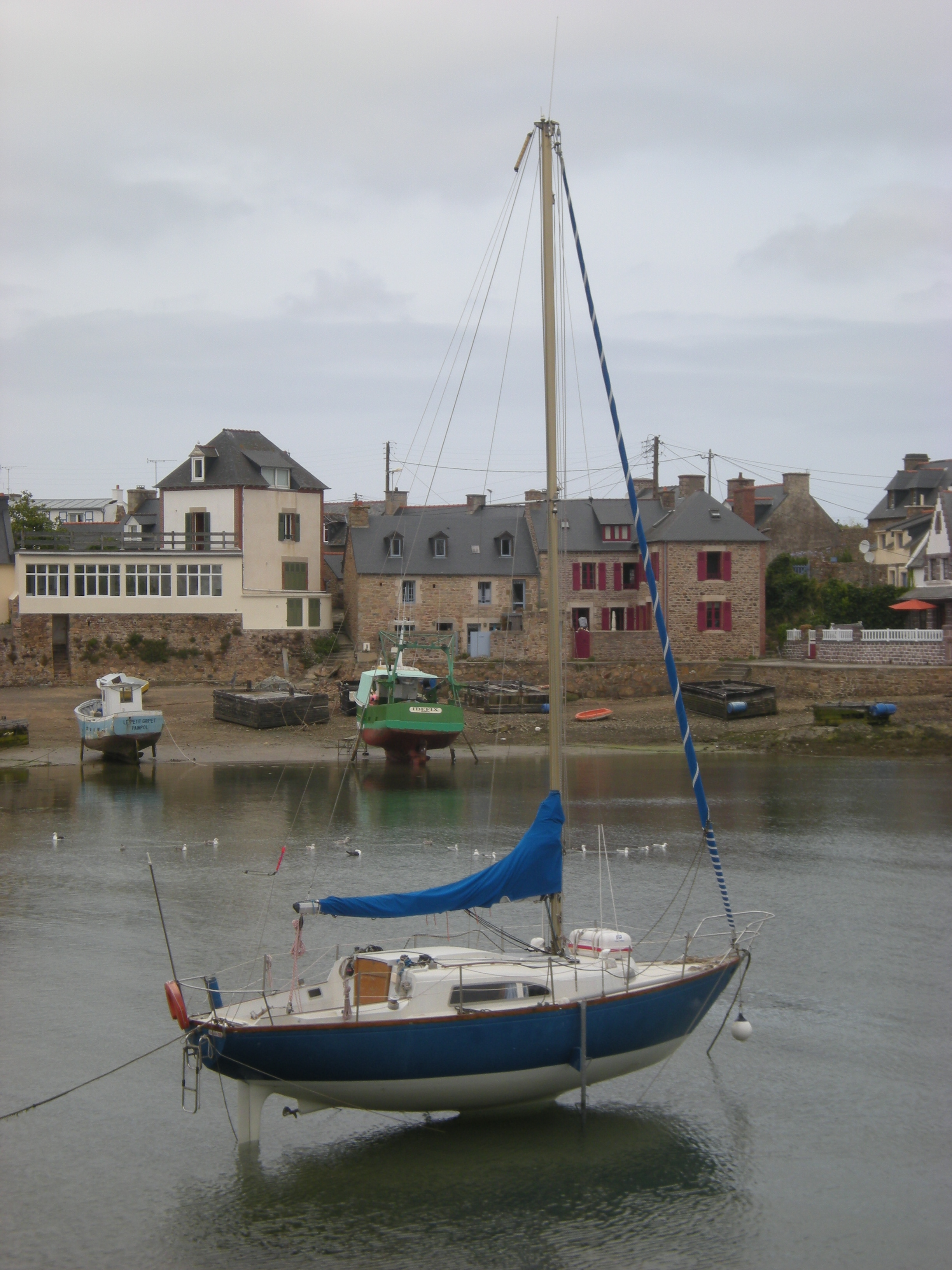
Arpège sur béquilles à Loguivy-de-la-Mer (Ploubazlanec).

L’Arpège possède une silhouette relativement classique : il reprend les extrémités très fines des années 1950-1960, mais avec des élancements modérés. Les principales innovations sont l'utilisation du polyester pour la coque, et surtout l'utilisation très bien pensée d'un contre-moule intégral donnant 10 ans d'avance aux aménagements intérieurs. Dans le pur style des années 1960, le plan de voilure donne une grande importance au triangle avant : le génois est près de deux fois plus grand que la grand-voile. La quille courte inclut un lest en saumon avec un talon permettant de réduire le tirant d'eau et de facilement béquiller.
À l'intérieur, l'aménagement est intelligemment pensé. À l'arrière on trouve deux couchettes-cercueils, la cuisine à bâbord et la table à cartes à tribord. Au centre du navire, un carré se trouve entre deux banquettes pouvant laisser place à quatre couchettes permettant toutes de dormir à la gîte, ce qui est rare pour un voilier de ce type. À l'avant se trouvent des toilettes et un local à voiles. Cette organisation, sans cabine avant, donne la véritable impression de naviguer sur un bateau beaucoup plus gros. La cloison totale entre le carré et la descente permet de naviguer en quart sans déranger l'équipage qui se repose. Une vraie table à cartes est un luxe qu'on ne retrouve pas sur la plupart des bateaux de grande série ultérieurs.
L’Arpège est équipé d'origine d'un moteur in-board.
L'Arpège restera un grand classique, avec une forte personnalité et un attrait qui ne se dément pas sur le marché de l'occasion. C'est un bateau très solide, dont les seuls vrais défauts sont le délaminage du sandwich constituant le pont (facile à réparer en injectant de la résine) et la taille du cockpit, vraiment très limité selon les standards actuels (années 2000).

### Caractéristiques techniques
- Jauge : 7,50 tonneaux
- Matériau : Polyester

## Compétition
En 1969, Jean-Yves Terlain porte son navire le Blue Arpège à la seconde place de la course transpacifique San-Francisco - Tokyo, derrière l'intouchable Pen-Duick V de Tabarly,, une machine de course spécialement réalisée pour l'occasion.
En 1989, plusieurs passionnés, possesseurs d'Arpèges, créés l'association Passionnés d'Arpège (Apa). Il s'ensuit alors la création d'une régate, l'Arpège Cup, dont la flotte est uniquement composée d'Arpèges. En 2014, environ quinze bateaux sont en départ.

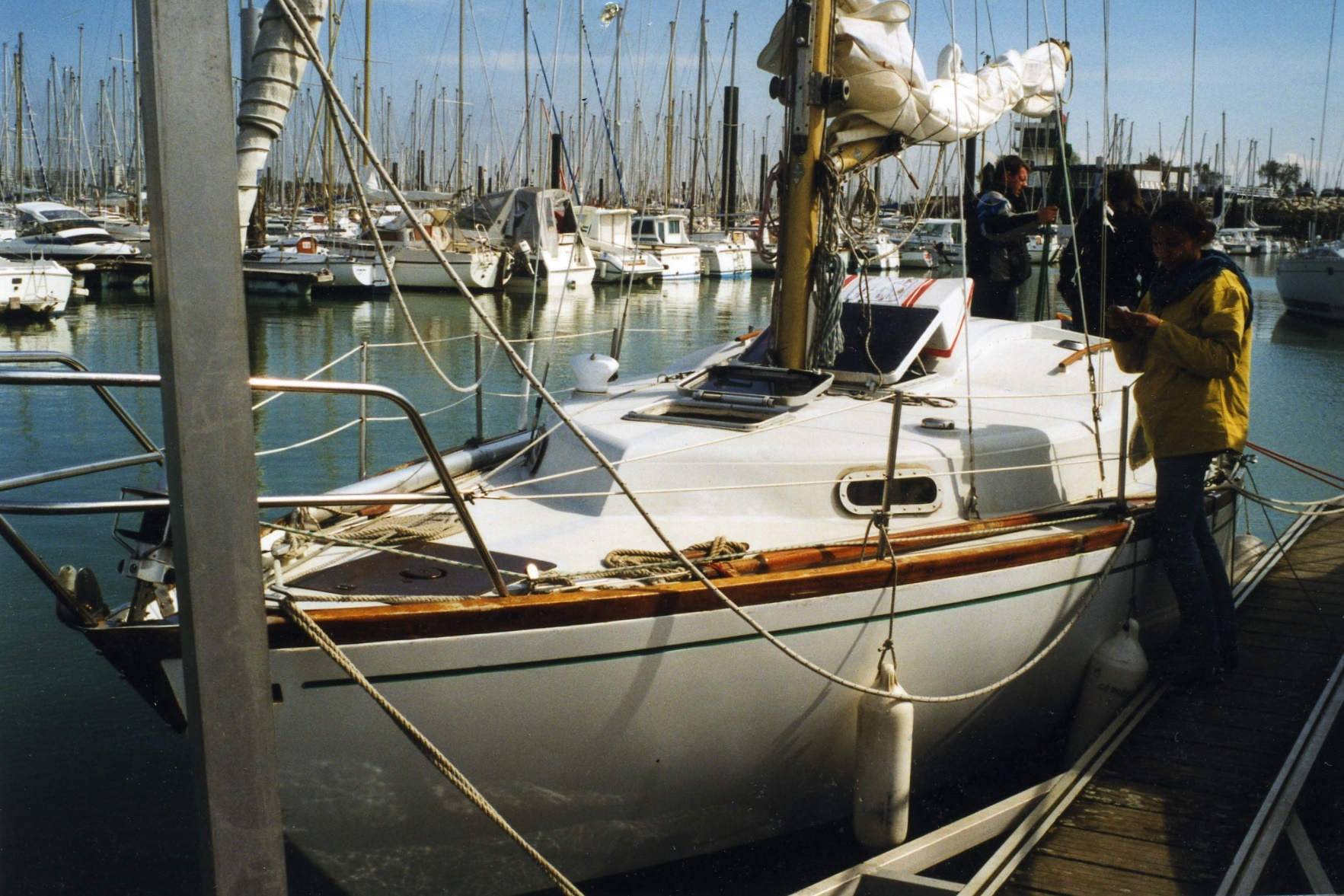
Un Arpège amarré au port.